# Mustafa Setmariam Nasar
Mustafa Setmariam Nasar, soms weergegeven als Mustafa Sitmaryan Nassar (Arabisch: مصطفى ستمريم ناصر), (Aleppo, 26 oktober 1958) is, naar wordt aangenomen, een lid van Al Qaida. Hij is ook bekend onder de naam Abu Musab al-Suri (of al-Asuri).
Nasar wordt ervan verdacht de terreuraanslagen in Madrid (2004) en Londen (2005) te hebben beraamd.
Nasar is van Syrische afkomst en heeft roodachtig haar, groene ogen en een lichte huidskleur. Hij vocht in Afghanistan tegen de Sovjet-Unie in de jaren 80, en werkte later samen met de Moslimbroederschap totdat de regering van Hafiz al-Assad hard tegen die organisatie ging optreden. Hij ontmoette daar Osama bin Laden, of mogelijk pas later, tijdens Bin Ladens verbanning naar Soedan.
Nasar woonde een tijd in Spanje, waar hij trouwde met Elena (Morero), een tot de islam bekeerde vrouw. Daardoor kon hij de Spaanse nationaliteit verkrijgen. Zij kregen twee kinderen. Hij had daar contact met Imad Eddin Yarkas, het hoofd van Al Qaida's Spaanse afdeling, en met Abu Dahdah, ook een Al Qaida-lid, die nadien gearresteerd is en vervolgd wordt voor zijn betrokkenheid bij de terroristische aanslagen op 11 september 2001.
Nasar ontvluchtte Spanje en verhuisde naar Londen in 1995, samen met Elena en Zougam, toen hij werd verdacht van betrokkenheid bij de islamistische terroristische bomaanslagen in Frankrijk van 1995. Enige tijd redigeerde hij Al Ansar, een blad met banden met de Algerijnse Gewapende Islamitische Groep. Hij was in verband gebracht met de militante moslimgeestelijke Abu Qatada, van wie men veronderstelde dat hij een belangrijke politieke figuur was binnen Al Qaida. Abu Qatada was eerder gedetineerd in de Belmarsh-gevangenis in het Verenigd Koninkrijk.
In 1997 richtte Nasar samen met Mohamed Bahaiah, de koerier van Al Qaida, een organisatie op met de naam Islamic Conflict Studies Bureau. Na 1998 bracht Nasar enige tijd door in Afghanistan, waar hij een terroristisch trainingskamp leidde en nauw samenwerkte met Abu Musab al-Zarqawi, van wie vermoed wordt dat hij de belangrijkste Al Qaida-leider is van de Iraakse rebellen.
Van een directe medewerker van Nasar, Amer Azizi, is het bekend dat hij in Tarragona in Spanje enkele weken voor de aanslagen op 11 september 2001 een ontmoeting had met enkelen van de organisatoren van die aanslag, Mohammed Atta en Ramzi bin al-Shibh.
In september 2003 werden 35 leden van de Madrileense cel van Al Qaida, onder wie Nasar, door de Spaanse rechter Baltasar Garzón in staat van beschuldiging gesteld vanwege hun rol in de aanslagen van 11 september. In november 2004 verklaarde het Amerikaanse ministerie van Buitenlandse Zaken Nasar tot "Meest gezochte terrorist" en bood een beloning van 5 miljoen dollar voor zijn gevangenneming.
Op 3 december 2005 berichtte het Nederlandse dagblad De Telegraaf over een op internet circulerende oproep van Abu Musab al-Suri aan slapende terreurcellen om op korte termijn aanvallen te plegen in Groot-Brittannië, Italië, Nederland, Denemarken, Duitsland, Japan, Australië, Rusland en Frankrijk, en alle andere landen met een militaire aanwezigheid in Irak, Afghanistan of het Arabisch schiereiland.
Nasar werd op of omstreeks 3 november 2005 gevangen genomen door de Pakistaanse anti-terreurpolitie in Quetta, een plaats in het zuidwesten van Pakistan en later overgebracht naar Syrië  waar hij ook een gezocht persoon was. In april 2014 was hij nog steeds in syrische gevangenschap.